# Nocticanace wirthi
Nocticanace wirthi är en tvåvingeart som beskrevs av Wayne N. Mathis 1989. Nocticanace wirthi ingår i släktet Nocticanace och familjen Canacidae. Inga underarter finns listade i Catalogue of Life.